# لویتسدورف
لویتسدورف (به آلمانی: Leutesdorf) یک شهر در آلمان است که در Neuwied واقع شده‌است. لویتسدورف ۱٬۹۱۰ نفر جمعیت دارد.